# Kodex 2: Proces
Kodex 2: Proces – druga część płytowej trylogii grupy producenckiej White House. Możemy na niej usłyszeć takich wykonawców jak Eldo, K.A.S.T.A., O.S.T.R., Trzeci Wymiar i WWO, a także młodych, dopiero rozpoczynających działalność artystyczną wykonawców. Na płycie zostały połączone różne brzmienia: od jazzu przez reggae i R'n'B, aż do funku.
Nagrania dotarły do 13. miejsca listy OLiS. Pochodząca z albumu piosenka „Każdy ponad każdym” znalazła się na 49. miejscu listy 120 najważniejszych polskich utworów hip-hopowych według serwisu T-Mobile Music.

## Lista utworów
1. „Intro”
2. O.S.T.R. – „Powietrze”
3. Chada & Pih & Myniemy – „Dziś Judaszu, wczoraj bracie”
4. Mes & Numer Raz – „Rok później (Oczy otwarte 2)”
5. Eldo – „Kolejny raz”
6. Jade Foxx – „Tru luv”
7. K.A.S.T.A. – „Taka prawda”
8. Tewu – „Roluj, roluj”
9. Tymon – „Jestem tu”
10. WWO – „Każdy ponad każdym”
11. Miejski klasyk – „Dokładnie w Twoich uszach”
12. „Our people's rejoicings” (gościnnie: Metaphora, Nigel Jaamann)
13. 1z2 – „Chwila prawdy”
14. Trzeci Wymiar – „Zostaw”
15. Zipera – „Droga otwarta”
16. „Outro (La formula)”